# Luise Koch
Luise Agnes Koch (* 11. Oktober 1860 in Bremen; † 14. März 1934 in Bremen) war eine deutsche Pädagogin, Politikerin (DDP) und Frauenrechtlerin.

## Leben
Koch war die Tochter des Kaufmanns Carl August Koch und seiner Frau, der Klavierlehrerin Lina Koch geb. Schmahlstieg. Sie besuchte eine private Töchterschule und wohnte auch danach bei ihren Eltern. Sie soll als Privatlehrerin tätig gewesen sein.
1904 gründete sie die Ortsgruppe des 1902 gebildeten Deutschen Vereins für Frauenstimmrecht (seit 1904: Deutscher Verband für Frauenstimmrecht) und war von 1904 bis 1919 Vorsitzende des Bremer Vereins. 1916 wurde sie in den Vorstand des Deutschen Reichsverbandes für Frauenstimmrecht gewählt.
In der Stimmrechtsbewegung war Koch zuerst eine sehr entschiedene Feministin wie die Frauenrechtlerin Lida Gustava Heymann (Hamburg) und Anita Augspurg (Berlin), mit denen sie in Verbindung stand. Ab um 1905 trennten sich die radikalen von den bürgerlichen Frauenvereinen. In der Stimmrechtsdiskussion um 1911 bis 1913 trat sie für ein Frauenwahlrecht ein auf der Basis des vorhandenen Wahlrechts, das auf Länder- und Gemeindeebene – mit einigen Ausnahmen – ein Klassenwahlrecht war. 1912 wurde diese bürgerliche Auffassung auch in der Bremer Gruppe so beschlossen, während die Sozialdemokratinnen und die ‚radikalen‘ Frauen des Stimmrechtsbundes für ein gleiches und klassenloses Wahlrecht beider Geschlechter kämpften.
Mit Beginn des Ersten Weltkriegs erfolgte von ihr ein Aufruf an die rund 600 Mitglieder, sich im Krieg weniger für die eigenen Rechte, sondern für die Belange von Familie, Volk und Vaterland einzusetzen.
1916 wurde Koch in den Vorstand des Deutschen Reichsverbandes für Frauenstimmrecht gewählt. 1917 protestierte sie gegen „die bevorstehende Reform des Bremer Wahlrechts [...] das Wahlrecht in einseitiger Weise nur auf das männliche Geschlecht“ zu beziehen. 1918 war sie dann bereit mit den Frauen des radikalen Stimmrechtsbundes sowie der Sozialdemokratie zusammenzuarbeiten. Sie wurde 1918 Mitglied der neuen vereinigten Gruppen politisch interessierter Frauen in Bremen, in der beide Frauenstimmrechtsvereine und die Sozialdemokratinnen vertreten waren.
1919 wurde Koch Mitglied der Deutschen Demokratischen Partei (DDP). Sie vertrat die Partei in der verfassunggebenden Bremer Nationalversammlung von 1919/20, kandidierte jedoch nicht für die Bremische Bürgerschaft.
Koch war durch ihr Engagement für die Frauenstimmrechtsbewegung eine bedeutende Frau der Bremer Frauenbewegung.
Ehrungen
- Der Luise-Agnes-Koch-Platz in Bremen - Hulsberg wurde nach ihr benannt.